# Allsvenskan i handboll för damer 1982/1983
Allsvenskan i handboll för damer 1982/1983 vanns av Stockholmspolisens IF, som också blev svenska mästare i slutspelet.

## Grundserietabell
| Nr | Lag                        | Spelade | Vunna | Oavgjorda | Förlorade | Målskillnad | Poäng |
| 1  | Stockholmspolisen IF       | 18      | 14    | 2         | 2         | 358-246     | 30    |
| 2  | HK Silving Troja Stockholm | 18      | 12    | 3         | 3         | 344-290     | 27    |
| 3  | Irsta HF Västerås          | 18      | 12    | 1         | 5         | 330-273     | 25    |
| 4  | Borlänge HK                | 18      | 10    | 3         | 5         | 347-311     | 23    |
| -- | -------------------------- | ------- | ----- | --------- | --------- | ----------- | ----- |
| 5  | HP Warta Göteborg          | 18      | 8     | 2         | 8         | 315-316     | 18    |
| 6  | Göteborgs Kvinnliga IK     | 18      | 6     | 2         | 10        | 274-307     | 14    |
| 7  | Huddinge Hk                | 18      | 5     | 3         | 10        | 282-323     | 13    |
| 8  | Tyresö HF                  | 18      | 5     | 3         | 10        | 305-348     | 13    |
| 9  | IF Hellton Karlstad        | 18      | 3     | 4         | 11        | 296-360     | 10    |
| 10 | IF Skade Gävle             | 18      | 2     | 3         | 13        | 270-347     | 7     |

Slutspelet
Semifinaler:
16 mars 1983   Borlänge HK - Stockholmspolisens IF  15 - 23
16 mars 1983   HK Silving/Troja . Irsta HF Västerås  19 - 22
19 mars 1983   Stockholmspolisens IF - Borlänge HK  17-14
19 mars 1983   Irsta HF Västerås - HK Silving/Troja  25 - 13
Finaler
25 mars 1983   Stockholmspolisen - Irsta HF Västerås 17 -17
27 mars 1983   Irsta HF Västerås - Stockholmspolisens HF 17 - 20
Mästare:
Stockholmspolisens IF : Lena Wiklund, Christina Svennberg, Titti Månsson, Inga-Lill Hultin, Ylva Roos, Pia Agné, Lena Högdahl, Åsa Kåberg, Ann-Britt Carlsson, Eva Älgekrans, Gisela Thor.